# داريل بينيت
داريل بينيت هو سياسي كندي، ولد في 27 مايو 1948 في بيتيربوروغ في كندا.